# Novaggio

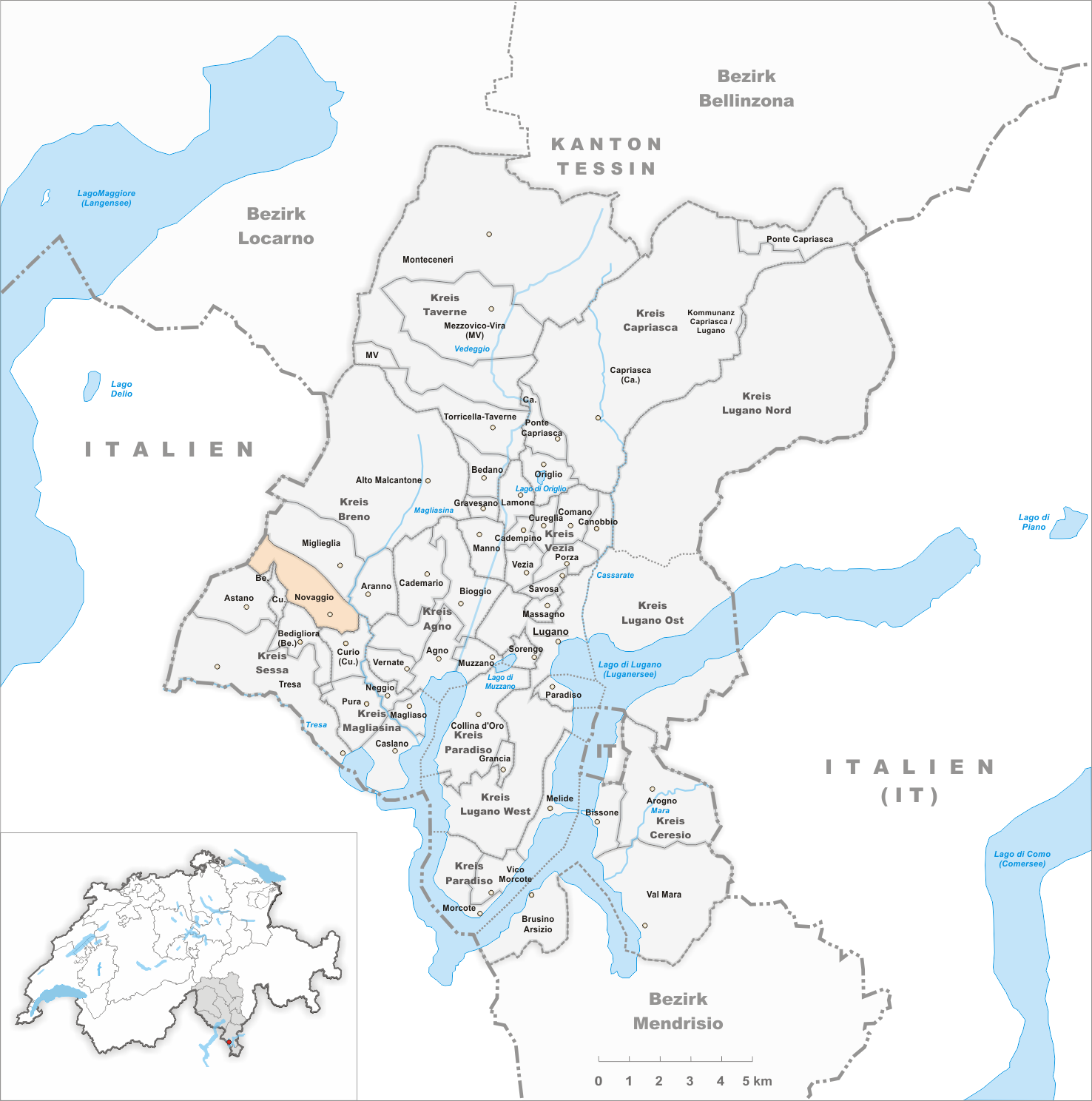
Gemeindestand bis zur Fusion am 6. April 2025

 Novaggio ist ein Dorf in der politischen Gemeinde Lema im Schweizer Kanton Tessin.

## Geographie

Novaggio. Historisches Luftbild von Werner Friedli (1966)

Das Dorf liegt auf 640 m ü. M. im Malcantone, 7 km (Luftlinie) westlich des Bahnhofs Lugano der Schweizerischen Bundesbahnen.

## Geschichte
Unweit nordöstlich von Novaggio, auf dem Hügel „A Castéll“, stand im Mittelalter eine kleine Burganlage, die vom 13. bis zum 15. Jahrhundert erwähnt wird. Das Dorf selbst wird urkundlich erstmals erwähnt als Novizio im Jahr 1335. Das Projekt, die Gemeinde mit den Nachbarorten Astano, Bedigliora, Curio, Miglieglia zur neuen Gemeinde Medio Malcantone zusammenzuschliessen, wurde 2004 nach negativen Abstimmungen in den Gemeinden fallengelassen.
1922 eröffnete die Eidgenössische Militärversicherung in Novaggio eine Heilstätte für Wehrmänner mit Tuberkulose. 1952 wurde die Heilstätte in ein Spital zur Behandlung von internistischen Erkrankungen und von Gelenk- und Rückenleiden umgewandelt. Von 1989 bis 1997 wurde das Militärspital in eine Spezialklinik zur Rehabilitation des Stütz- und Bewegungsapparates ausgebaut, die auch für zivile Patienten offen ist.
Am 26. November 2023 wurde in einer konsultativen Volksabstimmung der Vorschlag angenommen, mit den Nachbargemeinden Astano, Curio, Miglieglia und Bedigliora zur neuen Gemeinde Lema zu fusionieren und damit die 20 Jahre zuvor abgelehnte Idee wieder aufzugreifen. Die Fusion wurde am 6. April 2025 vollzogen.
Novaggio bildet aber nach wie vor eine eigenständige Bürgergemeinde.

## Bevölkerung
Einwohnerzahlen: Volkszählungsdaten

## Sehenswürdigkeiten
- Pfarrkirche San Siro[6]
- Evangelische Kirche[6]
- Oratorium Santa Maria del Carmelo (oder di Carate)[6]
- Bürgerhaus mit Fresko Madonna mit Kind[6]
- Ehemalige Militärklinik Villa Alta mit Park[6]
- Jagdturm (Roccolo)[6]
- Alte Nevèra (Schneekeller)[6]
- Il sentiero delle meraviglie[7]

## Verband
- Associazione Patriziati Malcantone, Hauptsitz: Villa Alta, Novaggio[8]